# Cantone di Veinticuatro de Mayo
Il Cantone di Veinticuatro de Mayo è un cantone dell'Ecuador che si trova nella Provincia di Manabí.
Il capoluogo del cantone è Sucre.